# 북청 노덕서원
노덕서원(老德書院)은 함경남도 북청군 북청읍에 있는 서원이다.
1627년 문충공 이항복(文忠公 李恒福)를 모시기 위해 지어졌고, 1687년 사액을 받았다.
1694년 민정중(閔鼎重)과 오두인(吳斗寅)을, 1708년에 이상진(李尙眞)과 이세화(李世華)를 추가 배향하였다.

## 같이 보기
- 이항복